# Музей Чюрлёниса (Каунас)
Национальный художественный музей имени М. К. Чюрлёниса (лит. Nacionalinis Mikalojaus Konstantino Čiurlionio dailės muziejus) — старейший в Литве художественный музей, основанный 14 декабря 1921 года.

## История

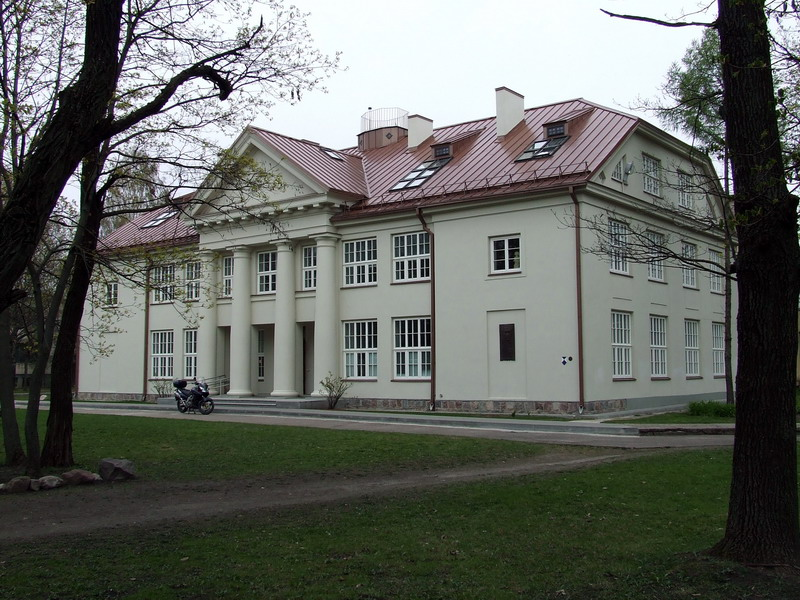
Здание художественной школы, где была временная галерея М. К. Чюрлёниса с 1925 по1936 годы

Идея создания в Литве собственного художественного музея появилась одновременно с основанием Литовского художественного общества, которое организовывало художественные выставки литовских произведений искусства, начиная с 1907 года. Однако осуществить идею удалось только после обретения Литвой в 1918 году независимости. Учредительный Сейм Литовской Республики в 1921 году принял закон о создании художественной галереи и присвоении ей имени великого литовского художника и композитора М. К. Чюрлёниса, который скончался в 1911 году и стоял у истоков Литовского художественного общества. Вначале к зданию художественной школы на Дубовой горе (Ąžuolų kalnas  (лит.)), построенной по проекту архитектора Владимира Дубенецкого, была пристроена галерея. Строительство велось очень быстро, так как приближалось 50-летие со дня рождения великого художника. Из Москвы были привезены картины М. К. Чюрлёниса, находившиеся в эвакуации со времён Первой мировой войны. Открытие выставки состоялось 24 сентября 1925 года, хотя здание не было достроено полностью. Эта галерея считается первым музейным зданием в Литве.
Через несколько лет, во время празднования 500-летия Великого Литовского Князя Витовта (Витаутаса), был заложен и освящён краеугольный камень нового музейного здания, в котором одновременно должны были расположиться военный музей и художественный музей-галерея имени М. К. Чюрлёниса. К проектированию нового здания был привлечён также Владимир Дубенецкий, в соавторстве с архитекторами К. Рейсоном и К. Крищюкайтисом. Новое здание было открыто в 1936 году. В него были перенесены фонды как из временной галереи, так и из других музеев. В 1944 году музей был переименован в Каунасский государственный художественный музей им. Чюрлёниса. С течением времени было решено выделить наследие М. К. Чюрлёниса в отдельную экспозицию, для которой в 1969 году была сделана специальная пристройка.
В 1997 году художественному музею был присвоен статус национального музея. Посетители могут ознакомиться с экспозициями литовского народного, прикладного и изобразительного искусства, начиная с XVI века.
В настоящее время Национальный художественный музей имени М. К. Чюрлёниса — это огромное собрание различных художественных коллекций, которые расположены в 12 подразделениях (филиалах).

## Подразделения музея
| № П/П                | Наименование музея                                       | Адрес                            | Архитектор здания, когда построено                                                  | Примечания |
| -------------------- | -------------------------------------------------------- | -------------------------------- | ----------------------------------------------------------------------------------- | --- |
| 1                    | Национальный художественный музей имени М. К. Чюрлёниса  | ул. Путвинскё, 55                | Владимир Дубенецкий, 1926                                                           | В здании расположены постоянные и временные экспозиции литовского искусства, в пристройке выставлена коллекция экспонатов, посвященная деятельности и наследию М. К. Чюрлёниса |
| 2                    | Художественная галерея Миколаса Жилинскаса               | пл. Неприклаусомибес, 12         | Э. Милюнас, К. Киселюс, С. Юшкис, открыта в 1989 г.                                 | Выставлена коллекция произведений искусства (1683 предмета, в основном картины и скульптуры (древний Египет и западноевропейское и литовское искусство XVII—XX в.)), подаренная Каунасу коллекционером Миколасом Жилинскасом                                                                                   |
| 3                    | Исторический президентский дворец                        | ул. Вильняус, 33                 | открыта 5 июля 2005 г.                                                              | Место проведения выставок, конференций, презентаций книг и др |
| 4                    | Каунасская картинная галерея                             | ул. Донелайчё, 16                | Л. Гедгаудине и Й. Н. Гранаускас, открыта в 1978 г.                                 | Представлены литовские произведения искусства, созданные зарубежными литовцами, современное литовское искусство, произведения основоположников европейского арт-движения «Флуксус» Ю. Мачюнаса, Аи-О и Т. Сайта, а также коллекция икон и произведений искусства А. Мишкиниса                                  |
| 5                    | Музей керамики                                           | пл. Ротушес, 15                  | открыт в 1978 г. в подвальном помещении Каунасской ратуши                           | Представлена коллекция керамики XV—XIX веков, найденной во время проведения различных строительств и раскопок в Литве, а также современная литовская керамика |
| 6                    | Мемориальный музей Антанаса Жмуйздинавичюса              | ул. Путвинскё, 64                | архитектор В. Ландсбергис-Жямкальнис, построен в 1928 г.                            | Экспозиция открыта в 1966 г. А. Жмуйздинавичюс — литовский общественный деятель, художник и коллекционер. В доме, где он жил представлены его работы (картины, плакаты, иллюстрированные им книги) и коллекции: народного искусства, документальных материалов о литовском искусстве, курительных трубок и др. |
| 7                    | Музей чертей                                             | ул. Путвинскё, 64 (пристройка)   | архитектор А. Мажейка, открыт в 1982 г.                                             | Представлена лишь одна коллекция А. Жмуйздинавичюса — коллекция чертей: фигурки, картинки, посуда и пр. Коллекция была выведена из мемориального музея в отдельное здание из за огромного количества подарков музею бывшими посетителями                                                                       |
| 8                    | Дом Адели и Паулюса Галаунисов                           | Видуно аллея, 2                  | архитектор Арно Функ, 1934 г                                                        | Паулюс Галауне и Аделе Галаунене — супружеский союз художника-графика, историка, директора музея М. К. Чюрлёниса и литовской оперной певицы, спевшей в литовских оперных постановках 16 главных и премьерных партий. Представляли богему независимой межвоенной (1920—1939) Литвы                              |
| 9                    | Мемориальный музей Людаса Труйкиса и Мариёны Ракаускайте | ул. Е. Фрико, 14                 |                                                                                     | Открыт в 1994 г. Супружеский союз художника, сценографа, преподавателя факультета декоративного и прикладного искусства, члена союза художников Литвы и оперной певицы. Представлены личные произведения искусства и вещи                                                                                      |
| 10                   | Мемориальный музей Юозаса Зикараса                       | ул. Зикаро, 3                    | частный дом скульптора                                                              | Создан в 1999 г. Мастерская и дом одного из первых профессиональных литовских скульпторов, автора, в том числе, статуи свободы в Каунасе и других памятников, бюстов, барельефов и медалей |
| 11                   | Мемориальный музей М. К. Чюрлёниса                       | ул. Чюрлёнё, 35, г. Друскининкай |                                                                                     | Дом, в котором прошли детство и юность М. К. Чюрлёниса |
| 12                   | Галерея Витаутаса Казимераса Йонинаса                    | ул. Чюрлёнё, 41, г. Друскининкай |                                                                                     | Дом, в котором жил один из самых известных литовских деятелей искусства XX века. Художник, иллюстратор-график, скульптор, создатель витражей, преподаватель. Представлены многие из его работ. |
| Бывшие филиалы музея |                                                          |                                  |                                                                                     | |
|                      | Музей Винцаса Грибаса                                    | г. Юрбаркас                      |                                                                                     | передан самоуправлению города |
|                      | Художественная экспозиция Кедайняйской ратуши            | г. Кедайняй                      |                                                                                     | передана самоуправлению города |
|                      | Художественная галерея витража и скульптуры              | пл. Неприклаусомибес, 14         | Располагалась в здании церкви Святого Архангела Михаила (бывший гарнизонный костёл) | В 1990 года церковь (собор) передана Римско-католической церкви |
|                      | Ансамбль Пажайсляйсского монастыря                       | ул. Масюлё, 31                   |                                                                                     | В 1990 года ансамбль передан Римско-католической церкви |
|                      | Каунасская мечеть                                        | ул. Тоторю, 6                    |                                                                                     | в 1989 году передана верующим |

Национальный художественный музей имени М. К. Чюрлёниса
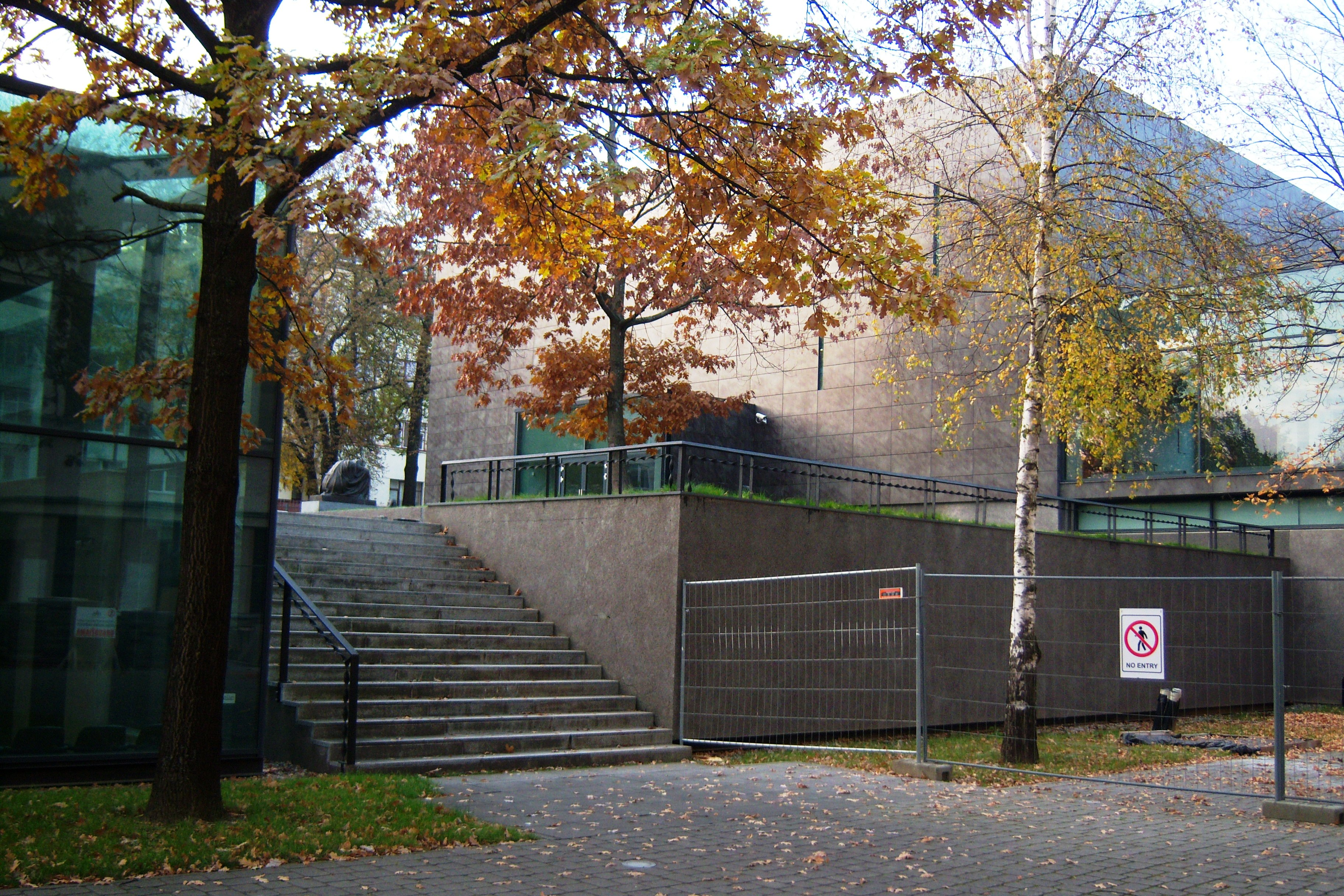
Национальный художественный музей имени М. К. Чюрлёниса
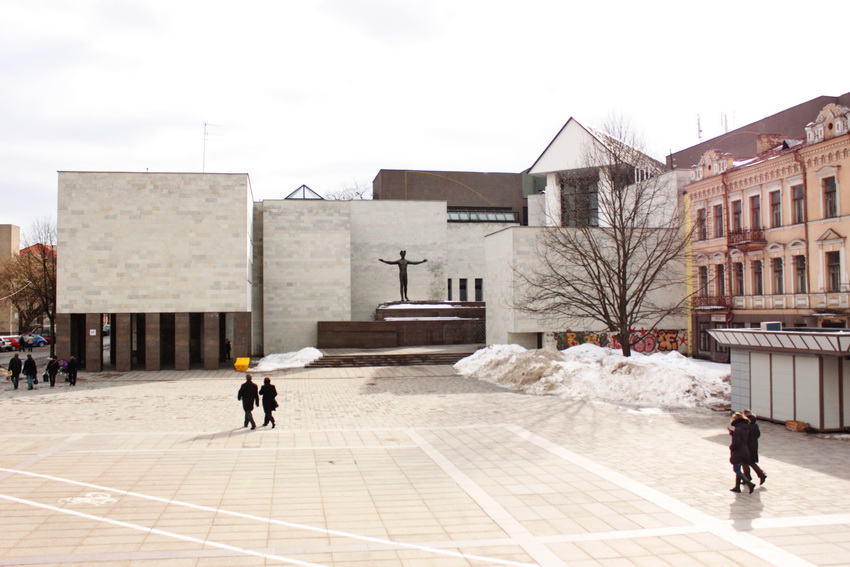
Художественная галерея Миколаса Жилинскаса
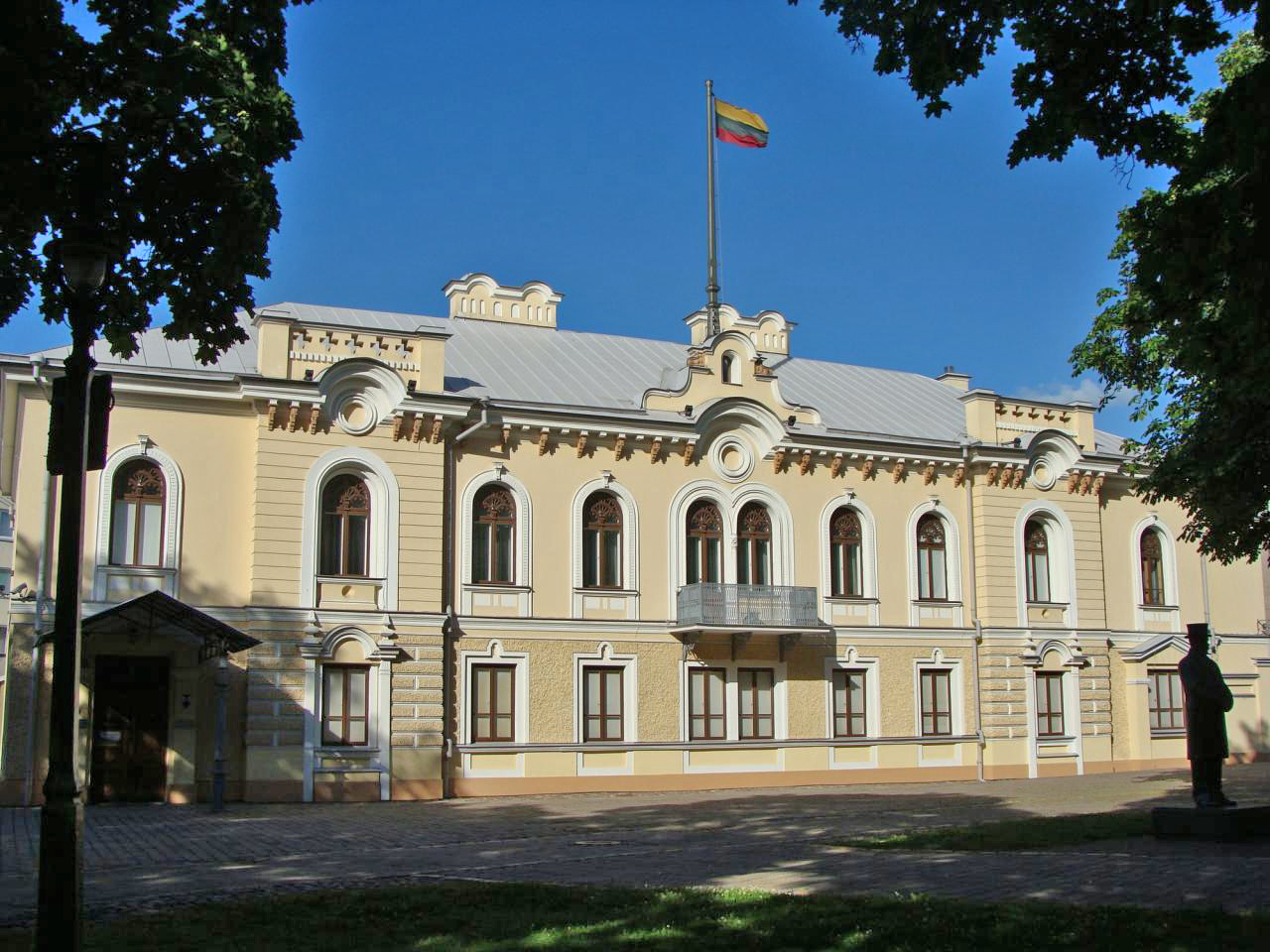
Исторический президентский дворец Литовской Республики
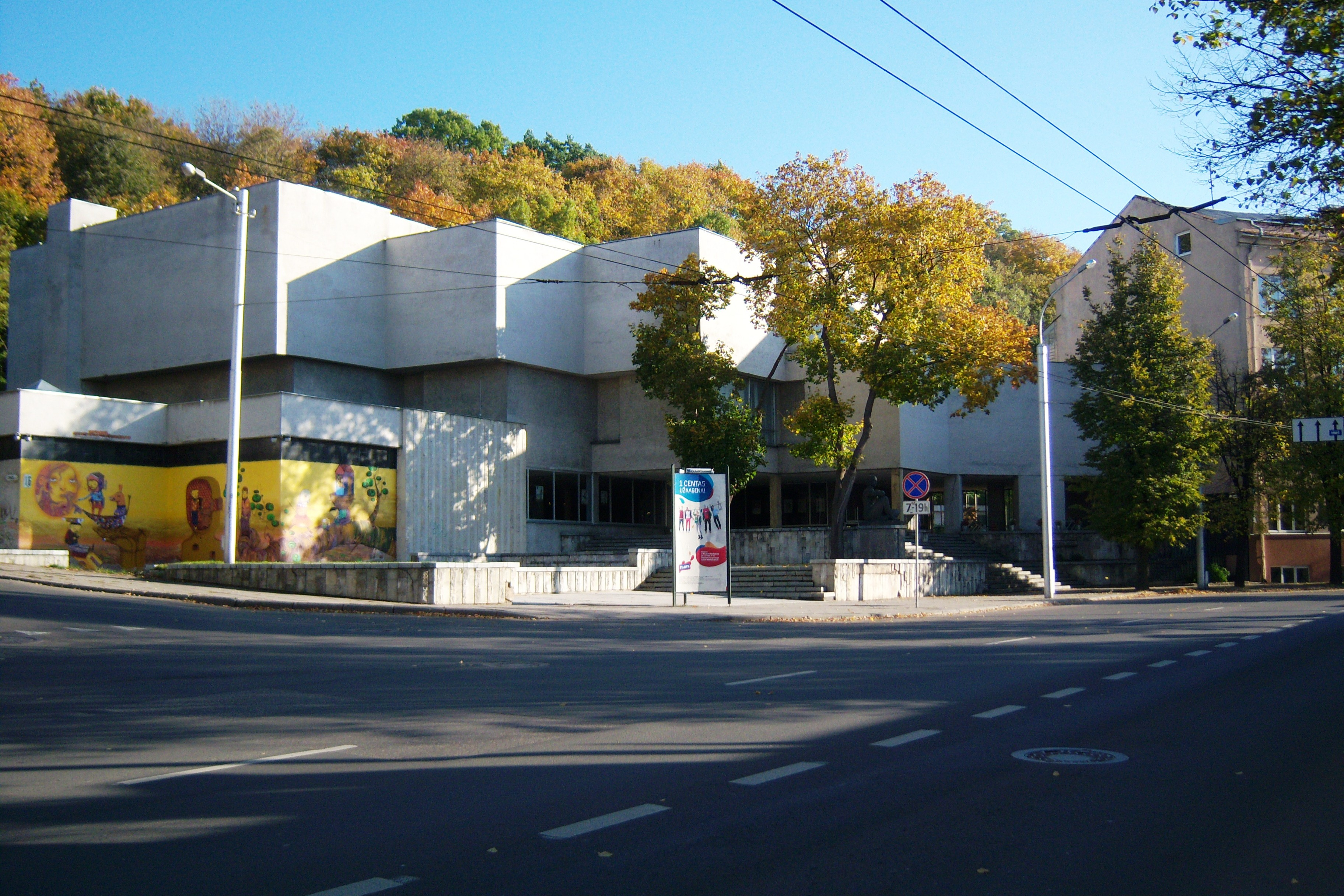
Каунасская картинная галерея
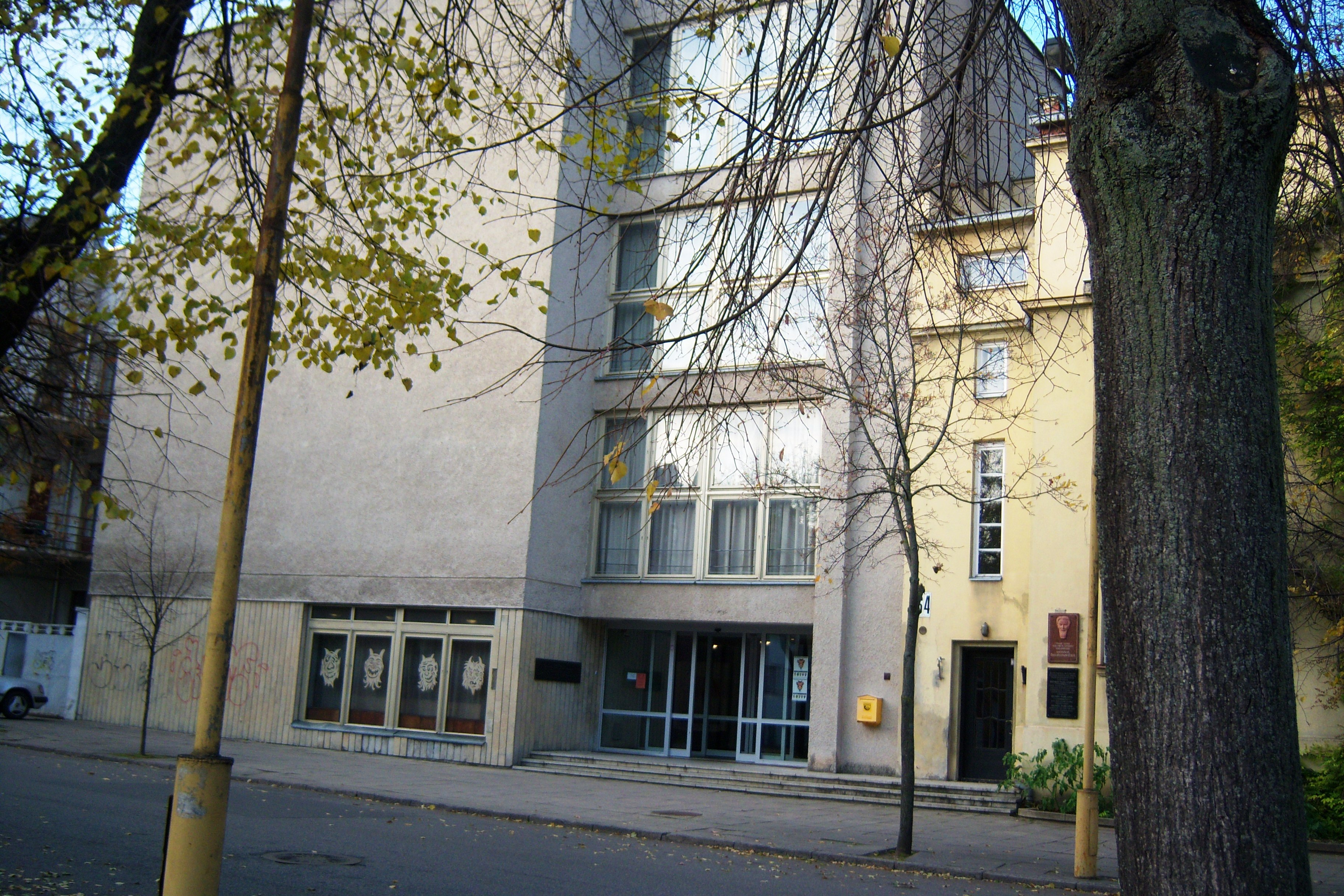
Мемориальный музей Антанаса Жмуйздинавичюса
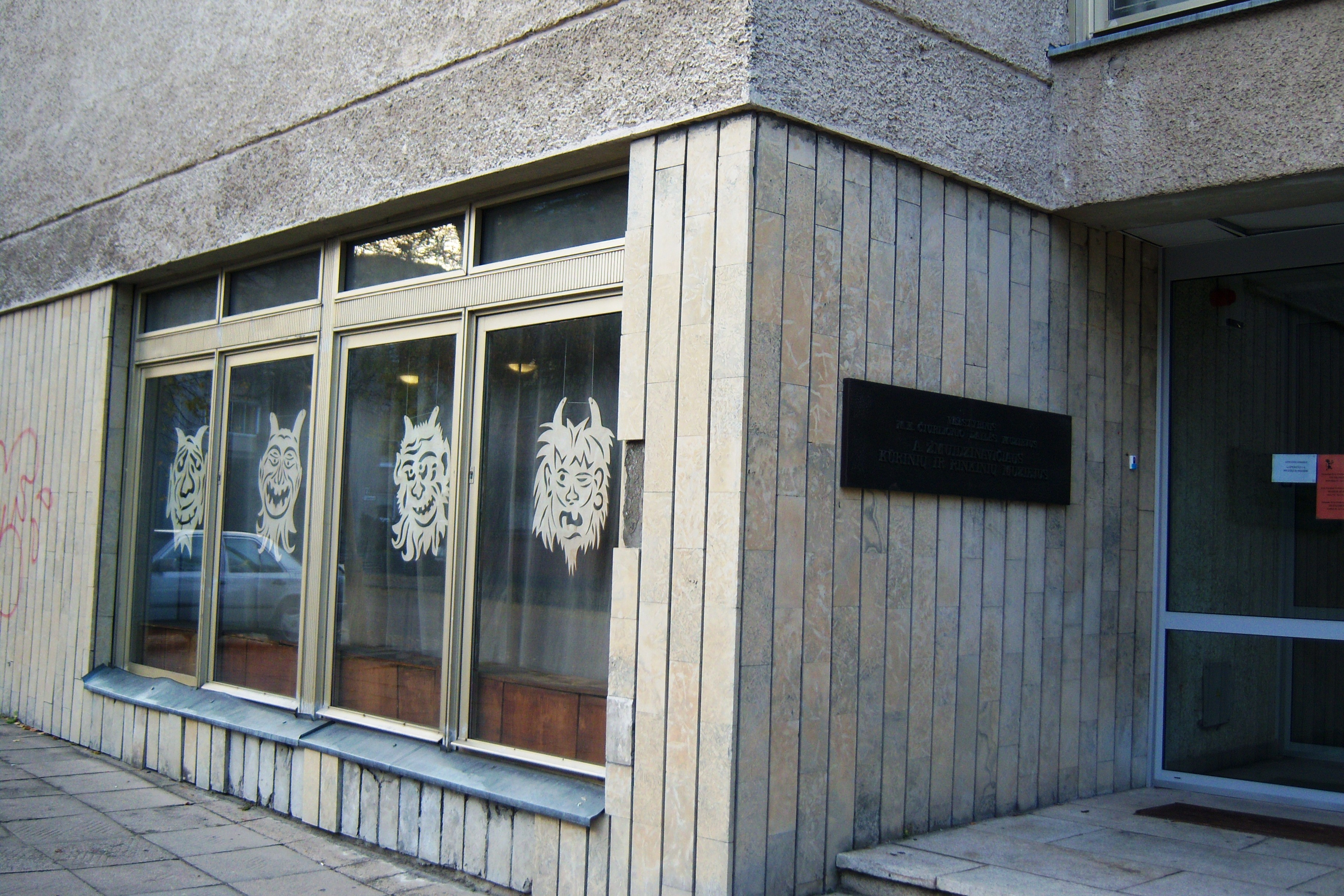
Музей чертей
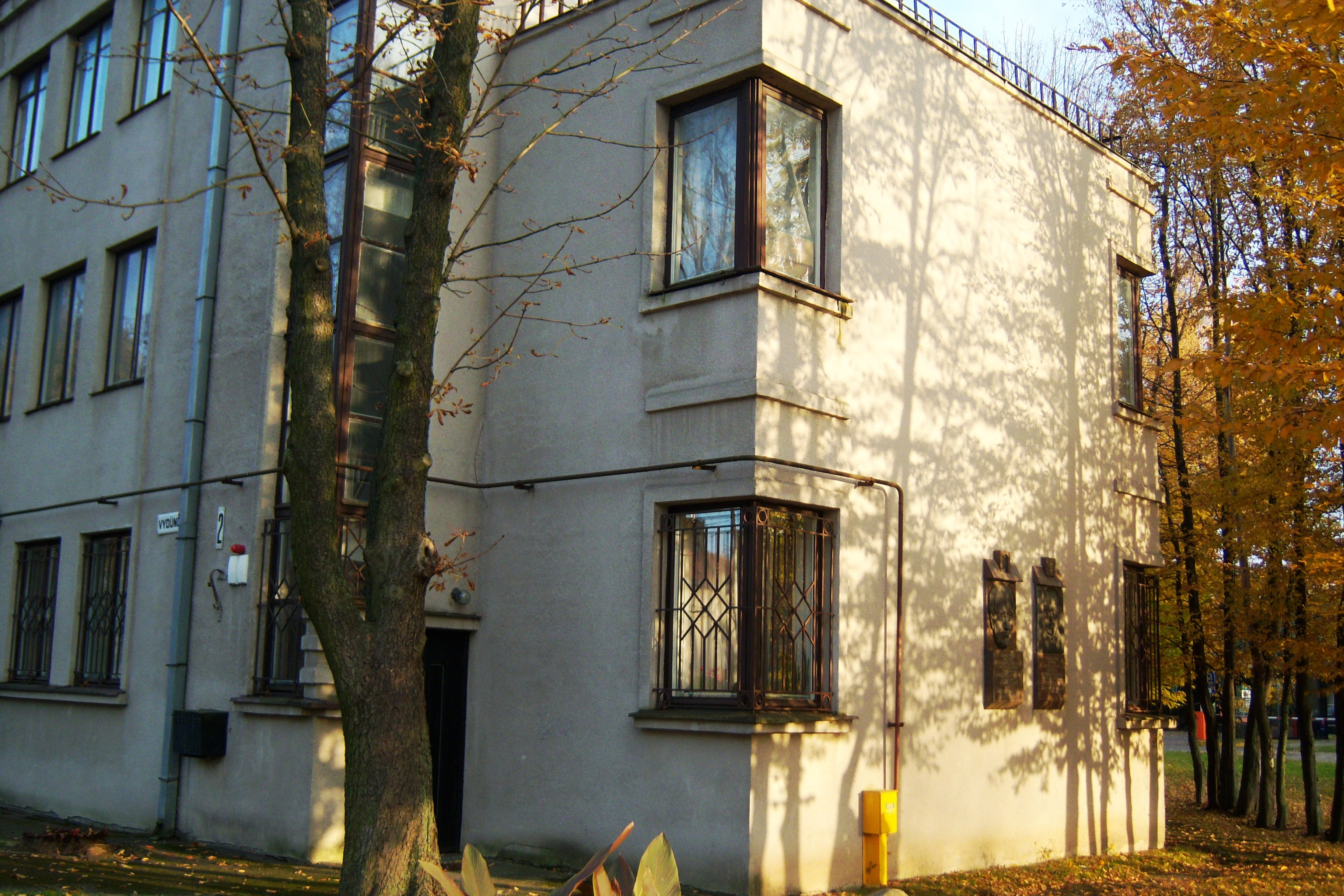
Дом Адели и Паулюса Галюнов
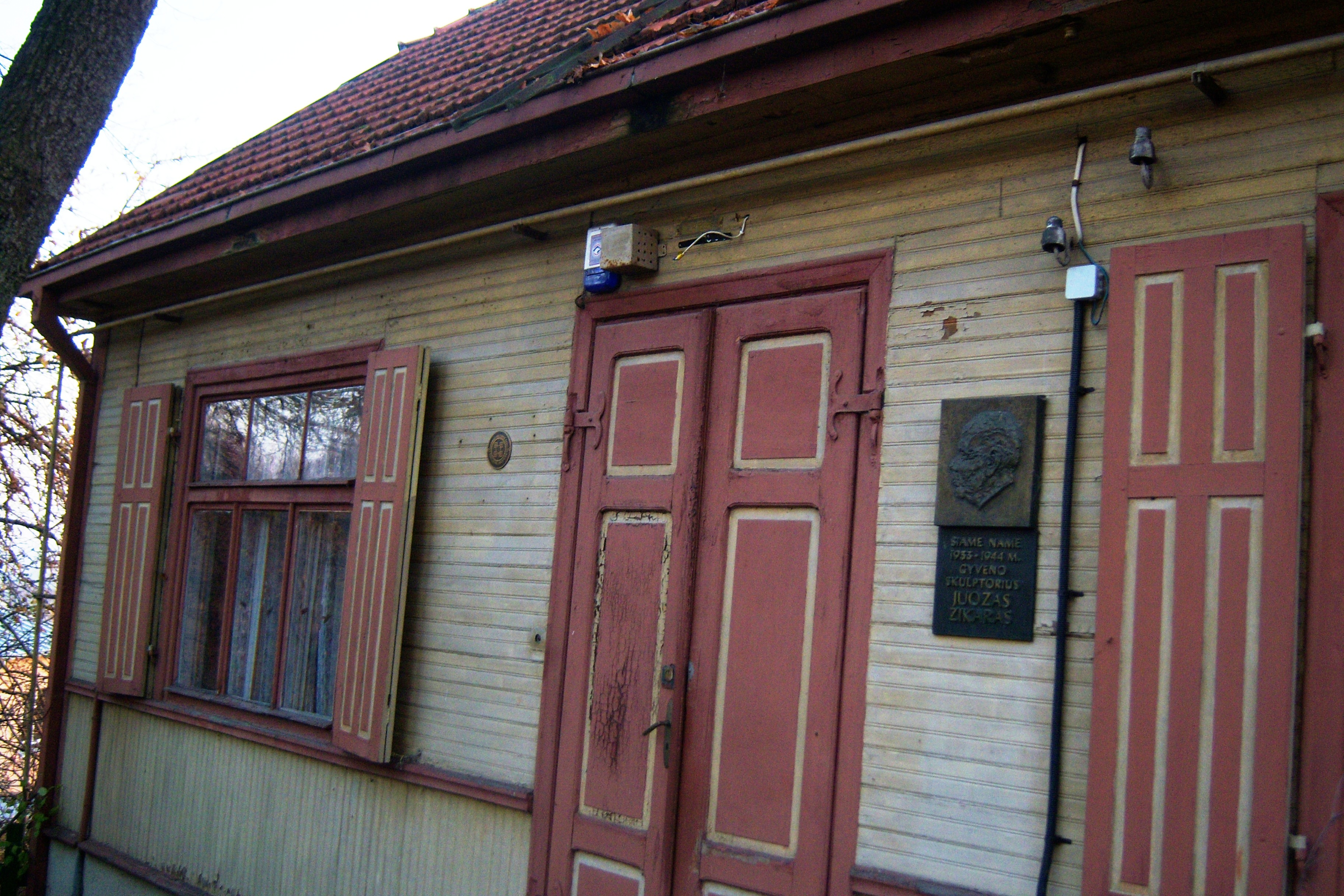
Мемориальный музей Юозаса Зикараса
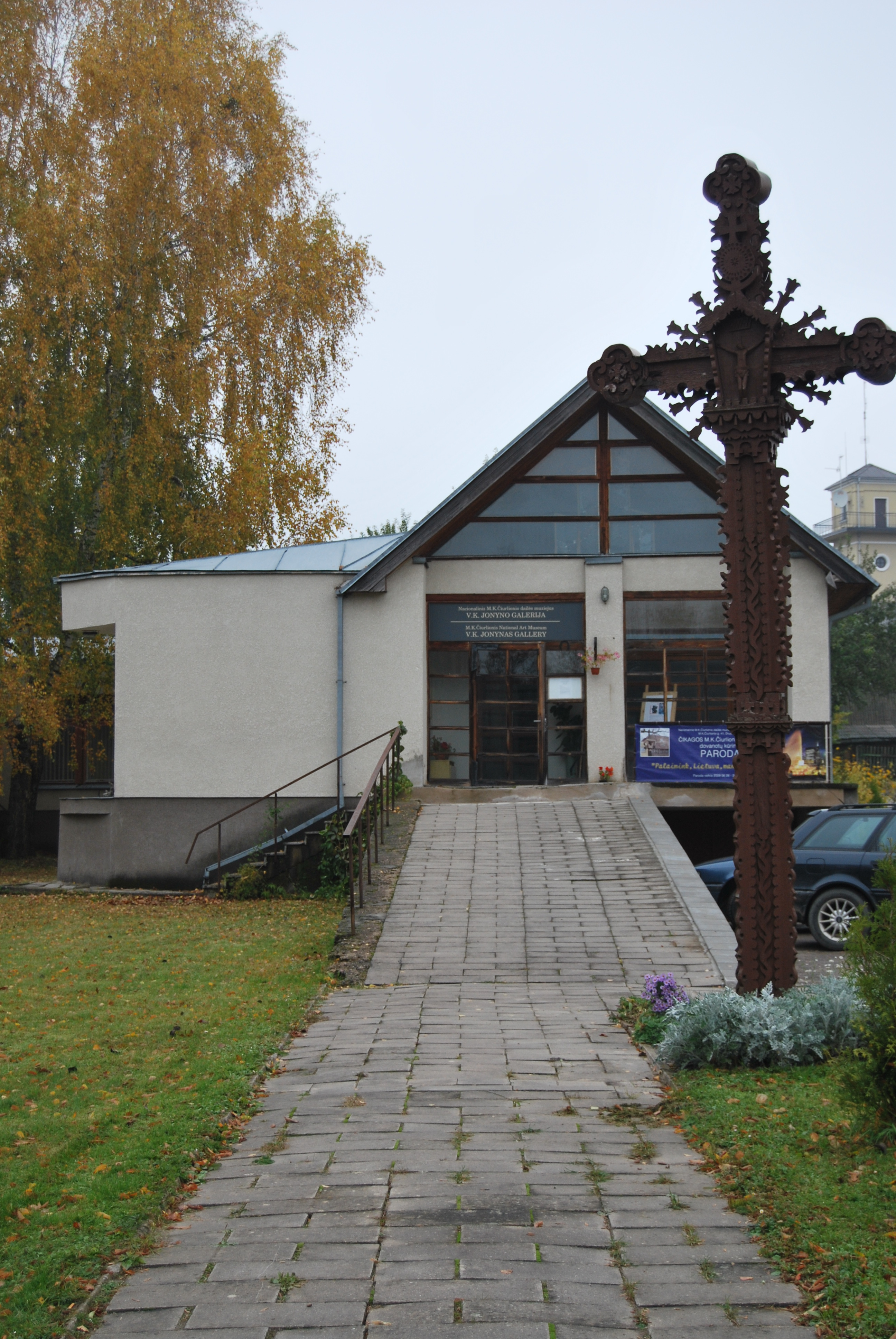
Галерея Витаутаса Казимераса Йонинаса (Друскининкай)